# Município de Delaware (condado de Delaware, Ohio)
Localização do Ohio nos E.U.A.
O município de Delaware (em inglês: Delaware Township) é um município localizado no condado de Delaware no estado estadounidense de Ohio. No ano 2010 tinha uma população de 2152 habitantes e uma densidade populacional de 76,32 pessoas por km².

## Geografia
O município de Delaware encontra-se localizado nas coordenadas 40° 16′ 03″ N, 83° 03′ 14″ O. Segundo a Departamento do Censo dos Estados Unidos, o município tem uma superfície total de 28.2 km², da qual 27.97 km² correspondem a terra firme e (0.8%) 0.23 km² é água.

## Demografia
Segundo o censo de 2010, tinha 2152 pessoas residindo no município de Delaware. A densidade de população era de 76,32 hab./km².